# Футбол у Польщі
Футбол у Польщі - це дисципліна спорту, організована Польським футбольним союзом.

## Організація змагань
- чоловічі змагання між клубами відбуваються в наступних лігах: Екстраклясі, першій, одногрупній другій (від сезону 2014/15), чотиригрупній третій, а також в нижчих воєводських (обласних) лігах, які поділені на групи і класи A, B і C. Організовано також кубкові змагання: Кубок Польщі, Суперкубок Польщі і Кубок Екстракляси.
- жіночі змагання між клубами відбуваються в наступних лігах: жіночій Екстраклясі, жіночій першій лізі (дві групи: північна і південна), другій лізі (4 регіональні групи) і третій лізі (19 регіональних груп). Існує в деяких воєводствах IV жіноча ліга. З 1985 також проводяться змагання на Кубок Польщі серед жінок.

## Історія

### Зародження футболу в Польщі
В футбол (польською пілка ножна) на території Польщі (тоді ще під владою інших країн) почали, ймовірно, грати в середині 80-х років XIX століття. До сих пір польські історики задаються питанням, яке місто або регіон було піонерами футболу. У Кракові чи Львові - в Галичині, де поляки мали відносно найбільшу автономію серед всіх польських земель поділених між Австрією, Прусією і Росією. Або, може в Щецині чи Гданську - до яких морем приїжджало завжди багато іноземців, або в Лодзі - де тоді працювало багато англійців, утворивши так званий, "Польський Манчестер". Цілком можливо, що безперечними піонерами могли бути жителі Сілезії - там німецькі впливи призвели до швидкого розвитку спорту в цілому.
Однак, перший повністю підтвердженний факт, появи футбольних м'ячів в Польщі відбувся в 1889 році, коли після перебування в Німецькій імперії Генрі Джордан привіз футбольний м'яч в Краків. Трохи раніше (в 1888 році), завдяки Джорданові, Краківська влада погодилася на виділення окремих районів на Блонях для цілей спорту, що призвело до появи парку ім. Генрі Джордана. Офіційне відкриття відбулося 12 березня 1889 році, і незабаром з можливості активного відпочинку регулярно користувалися близько 32 000 чоловік, в основному діти та підлітки. З 1890 шкільні футбольні команди різних вікових категорії грали між собою. У 1891 році було вже на Блонях 4 футбольні поля (тоді вони називалися пляцами гри), де проводили регулярні тренування. У Львові натомість з 7 лютого 1867 року динамічно працювало Польське гімнастичне товариство «Сокіл», в якому з часом почали навчати футбол. Так як, коли? - Це не відомо, але він упевнений, що в 1892 році місцевий активіст Едмунд Ценар привіз з подорожі по Англії перший справжній м'яч. У тому ж році в Львові - на «I з'їзді Соколу»  - планували зіграти перший справжній футбольний матч, але з невідомих причин цього не сталося.
Матч відбувся через два роки - на «II з'їзді Соколу» (організований також у Львові), на якому була присутня молодь Соколу з Галичини. Серед численних спортивних показів і турнірів різних дисциплін 14 липня 1894 року запланована футбольна зустріч між збірними Соколу зі Львова (білі сорочки і сірі шорти) з тренером інж. Нєдзєльскім і Кракова (білі сорочки і чорні шорти). Таким чином, це був перший в історії удокументований футбольний матч, в якому зіграли поляки на польській землі. Прем'єрний гол забив для господарів 16-річний львів'янин Володимир Хомицький вже через 6 хвилин, а суддя Зигмунд Виробек з Кракова - за чіткою командою Антонія Дурського (тодішнього голови Львівського Соколу) відразу дав фінальний свисток. З огляду на надзвичайно напружену програму з'їзду, суддя був змушений завершити поєдинок (так як вже пізніше в той же день глядачі чекали на неймовірно престижні тоді вправи з гімнастики, які були головним пунктом з'їзду). У зв'язку з цим можна припустити, що цю першу зустріч футболу і історичного гола спостерігала досить велика кількість глядачів.

### Організація польського футболу на початку XX століття
Перші спроби організувати футбол на польській території в структури були ще в кінці XIX століття. У різних товариствах Соколу, а з часом також навчальних закладаї (початкових школах, ґімназіях, університетах) почалися засновувати клуби. Це студенти львівських шкіл - під керівництвом своїх опікунів - заснували три перші польські футбольні клуби - «Лехія» (літом 1903 р.), «Чарні» (в серпні 1903 р.) і «Погонь» (навесні 1904 р.)
4 червня 1906 після 12 років відбувся в Кракові великий матч-реванш між Львовом а Краковом. У Парку Джордана перед львівськими гравцями з «Чарних» і IV гімназії стояла молодь Кракова. Цей візит стимулював швидкий розвиток футболу в Кракові і незабаром були засновані клуби: «Краковія» (13 червня 1906 р.), а потім «Вісла» (1906 р.).
Наступні клуби були створені в Галичині, як гриби після дощу (м.інш.:. Ресовія (Ряшів), Погонь (Стрий), Заглембє (Сосновець), Подбескідзе (Бельсько-Бяла), Ревера (Станиславів), Віслока (Дембиця), Полонія (Перемишль), Тарновія (Тарнув), Сандеція (Новий Сонч), Чарні 1910 (Ясло), Ютшенка (Краків) або Маккабі (Краків)), з часом, цей процес також поширився серед жителів інших регіонів: 1. ФК Катовіце,  Норманія (пізніше Познанія) і Варта в Познані, Венето в Острув-Велькопольському, ЛКС (під назвою Лодзянка) в Лодзі, Конкордія (Пйотркув-Трибунальський) і Корона в Варшаві.

### Створення Польського футбольного союзу
У 1911 році в Галичині виникають: Союз польських футболістів, а потім Футбольний союз Польщі (польською ЗППН). ЗППН діяв активно до спалаху Першої світової війни, двічі організував Чемпіонат Галичини з футболу. 8 травня 1913 на власному стадіоні «Краковія» виграла 2:1 з «Віслою», а матч є історичною першою грою польських команд в офіційних змаганнях в рамках ФІФА.
Паралельно з цим, під владою Пруссії в 1913 було створений футбольний Союз польських спортивних товариств, який організував Великопольський чемпіонат з футболу. Перший сезон почався 18 травня 1913 року грою Поснанія - Варта. Наступні турніри були проведені в 1914 і 1919 роках.
Футбольний союз Польщі після того як Польща знову здобула незалежність у 1918 р., стала ядром для  створення Польського футбольного союзу (польською ПЗПН). На 1. Конгресі польських футбольних клубів - організованому в Варшаві 20 грудня і 21 грудня 1919 року - було створено найбільшу польську спортивну організацію. Її першим президентом був призначений активіст Краковії - Едвард Цетнаровський. Крім того, під час цих установчих зборів, прийнято статут, обрано перше місце офісу (Краків) і оголошено правила про 1. Польський чемпіонат з футболу (1920), а також про поділ країни на 5 футбольних округів (ОЗПН): Краків, Львів, Лодзь, Варшава та Познань (26 лютого 1922 схвалив про створення ще трьох: Верхня Сілезія, Люблін і Вільнюс, і 25 лютого 1923 остатнього довоєнного - Торунь).

### ПЗПН в ФІФА, польське представництво на Олімпійських іграх в Парижі в 1924 році
20 квітня 1923 - на першому повоєнному Конгресі ФІФА в Женеві - Польський футбольний союз був офіційно прийнятий до структури організації, а вже в 1924 році, перша польська збірна взяла участь в Олімпійському футбольному турнірі в Парижі. В єдиному матчі програла 0:5 зі збірною Угорщини.

## Українська команда у чемпіонаті Польщі з футболу
З 2015 року в Регіональній аматорській лізі Нижньосілезького воєводства виступає ФК «Динамо» із Вроцлава, склад команди, адміністрація та персонал якого сформовані виключно із громадян України. За команду виступають переважно українські студенти та працівники, які проживають у Вроцлаві.